# Santiago López y Díaz de Quijano
Santiago López y Díaz de Quijano (8 de abril de 1861 - 9 de diciembre de 1928), hijo de Claudio López y de Benita Díaz de Quijano, primo carnal de Claudio López Bru, segundo marqués de Comillas, y hermano de Eusebio López y Díaz de Quijano, marqués de Lamadrid, fue un empresario, mecenas y político español.
Fue elegido diputado a Cortes por Santander para la legislatura de 1896, senador electo por la circunscripción de Santander en la Legislatura 1903-1904, y fue igualmente fundador, junto a su primo el Marqués de Comillas, de la Compañía Trasatlántica Española, la empresa naviera más importante de Europa en su momento, con más de un centenar de buques transoceánicos. Así mismo fue presidente de la empresa Hullera Española.
Pero indiscutiblemente, la obra cumbre del marqués de Casa Quijano fue la fundación de la Universidad Pontificia Comillas y del Seminario Pontificio de Comillas, que se surtieron de su mecenazgo y del de su primo, el Marqués de Comillas. El Seminario Pontificio de Comillas se creó mediante la cesión de unas propiedades de los marqueses de Comillas, realmente de la familia Díaz de Quijano, y comenzó sus actividades con cincuenta y siete jóvenes de las clases más humildes, que llegaron de toda España.
El título de marqués de Casa Quijano le fue concedido por el papa Benedicto XV por sus mecenazgos al Seminario pontificio de Comillas y acreditado con real autorización de Alfonso XIII por resolución del 20 de abril de 1921, firmada el 3 de junio de 1921.